# Marder I
Marder I (Sd. Kfz.135) — німецька самохідна артилерійська установка, винищувач танків.
Серія Marder («куниця», тр. «Ма́рдер») була розроблена для підвищення мобільності протитанкової артилерії шляхом встановлення її на різні шасі. Всі варіанти Marder мали у своїй основі ідею модифікації вже наявних компонентів та трофейної техніки.

## Історія
Вже на початку операції "Барбаросса" стало зрозуміло, що Вермахт не може на достатньому рівні протистояти деяким видам танків противника. Тогочасні німецькі Panzer II та чеські Panzer 38(t) мали слабке бронювання, а їх гармати не могли ефективно пробивати броню Т-34 та КВ-1. 
Ще однією проблемою було те, що тогочасна стандартна протитанкова гармата Pak 36 також мала ряд недоліків: ефективність була недостатньою, також буксировану гармату порівняно складно доставляти на позиції. Отже, нагальною стала потреба в новій протитанковій гарматі, яка була б одночасно більш потужною та мобільною. Такою гарматою була Pak 40 калібром 75 мм; для забезпечення кращої мобільності потрібно було встановити її на якесь самохідне шасі.
Після захоплення Франції у міністерстві озброєнь та боєприпасів з'явився спеціальний підрозділ Baukommando Becker під командуванням майора Альфреда Бекера. Метою підрозділу, до складу якого входили три фабрики недалеко від Парижу, був пошук, ремонт та відновлення пошкодженої французької бронетехніки. Також Бекер у співпраці з німецькою компанією Alkett розробляв варіанти модернізації захоплених машин.

## Розробка та виробництво
Проєкт Marder I створено у травні 1942. САУ використовувала гармату Pak 40, встановлену на шасі французького напівброньованого тягача Lorraine-S. Після випробувань дослідного зразка машина була прийнята на озброєння під індексом «7,5 cm Pak 40/1 Auf PzJgLrS (f), Marder I, SdKfz 135». З червня по серпень 1942 створили 170 таких машин, більшість з них відправили на Східний фронт.
Згодом як основу для САУ стали використовувати інші захоплені танки: Hotchkiss H39 та FCM 36. Цими машинами озброїли підрозділи 21-шої танкової дивізії, які з 1943 перебували в Нормандії.

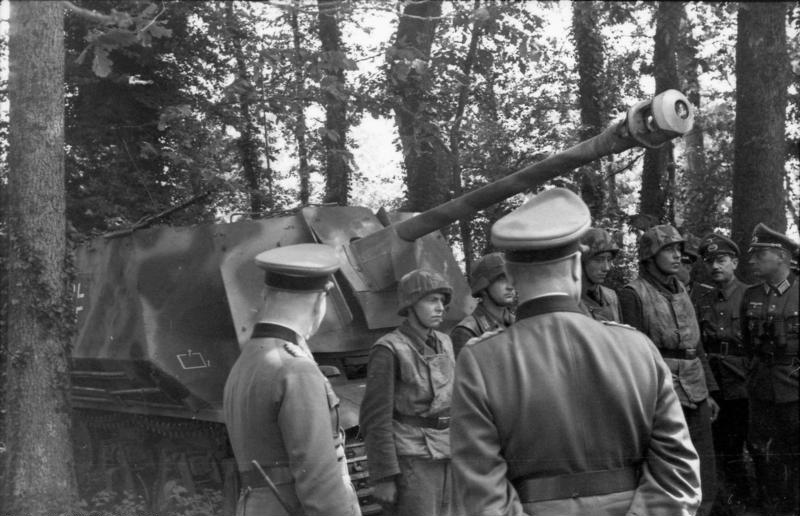
Marder I на основі Hotchkiss, 1944, Нормандія.

Фактично «Marder I» була перша німецька САУ із заднім розташуванням бойового відділення.